# Pascal Steinwender
Pascal Steinwender (* 2. August 1996 in Oldenburg, Niedersachsen) ist ein deutscher Fußballspieler.

## Karriere

### Anfänge in Oldenburg
Steinwender begann 2003 in seiner Geburtsstadt Oldenburg beim VfB Oldenburg mit dem Fußballspielen. Zur Saison 2013/14 gründete der VfB gemeinsam mit dem VfL Oldenburg für den Jugendbereich den Jugendförderverein Nordwest (kurz JFV Nordwest), in dem er seine beiden Jahre in der A-Jugend (U19) verbrachte. Im Februar 2015 kam der 18-Jährige bereits zu einem Einsatz in der ersten Herrenmannschaft des VfB Oldenburg in der viertklassigen Regionalliga Nord.
Zur Saison 2015/16 rückte Steinwender fest in die erste Mannschaft des VfB Oldenburg auf und kam bis zur Winterpause zu 6 Regionalligaeinsätzen (einmal von Beginn). Anfang 2016 wechselte der Offensivspieler zum VfL Oldenburg in die fünftklassige Oberliga Niedersachsen. Für den Stadtrivalen erzielte Steinwender bis zum Saisonende in 12 Spielen (9-mal von Beginn) 7 Tore. In der Saison 2016/17 folgten 20 Oberligaeinsätze mit 8 Torerfolgen. Seinen Durchbruch in der Oberliga schaffte Steinwender in der Saison 2017/18, als er in 28 Einsätzen 20 Tore erzielte. Der VfL Oldenburg belegte hinter dem Meister und Direktaufsteiger Lupo Martini Wolfsburg den 2. Platz und qualifizierte sich damit für die Relegation zur Regionalliga Nord. Dort erzielte der Stürmer in 3 Spielen 3 Tore und hatte damit maßgeblichen Anteil am Aufstieg der Oldenburger in die Regionalliga Nord.
Nach dem Aufstieg mit dem VfL kehrte Steinwender zur Saison 2018/19 zum Stadt- und nun auch Ligarivalen VfB Oldenburg zurück. In seiner ersten Saison erzielte er in 29 Einsätzen (20-mal von Beginn) 3 Tore. In der Saison 2019/20, die aufgrund der COVID-19-Pandemie nach 23 Spielen abgebrochen werden musste, erzielte der Offensivspieler in 19 Spielen 7 Tore.

### Wechsel in den Profifußball
Zur Saison 2020/21 wechselte Steinwender in die 2. Bundesliga zum Absteiger SC Paderborn 07. Nachdem der 24-Jährige unter dem Cheftrainer Steffen Baumgart in der ersten Runde des DFB-Pokals und am ersten Zweitligaspieltag jeweils zu einem Kurzeinsatz gekommen war, wechselte er Anfang Oktober 2020 kurz vor dem Ende der Transferperiode bis zum Saisonende auf Leihbasis in die 3. Liga zum VfB Lübeck. Dort kam er unter dem Cheftrainer Rolf Martin Landerl zu 28 Drittligaeinsätzen (15-mal von Beginn), in denen er 3 Tore erzielte. Mit dem Aufsteiger stieg er jedoch wieder in die Regionalliga Nord ab.
Zur Saison 2021/22 kehrte Steinwender zum SC Paderborn 07 zurück, der fortan von Lukas Kwasniok trainiert wurde. Nach einer Einwechslung an den ersten fünf Spieltagen wechselte er Ende August 2021 am letzten Tag der Transferperiode zum Drittligisten SC Verl, bei dem er einen Vertrag bis zum 30. Juni 2023 unterschrieb. Dort war Steinwender nur Ergänzungsspieler und kam auf 11 Drittligaeinsätze, in denen er jedoch nur 2-mal in der Startelf stand und ein Tor erzielte. Kurz nach dem Beginn der Sommervorbereitung 2022 einigte er sich mit dem Verein auf eine Vertragsauflösung.

### Rückkehr in den Amateurbereich
Zur Saison 2022/23 kehrte Steinwender in die Regionalliga Nord zurück und schloss sich dem FC Teutonia 05 Ottensen an. Nach einem Jahr wechselte er zur Saison 2023/24 in die Oberliga Niedersachsen zu Kickers Emden und erreichte mit den Emdenern im Sommer 2024 als Oberliga-Meister den Aufstieg in die Regionalliga Nord.

## Erfolge
- Aufstieg in die Regionalliga Nord (2): 2018 (VfL Oldenburg), 2024 (Kickers Emden)
  - als Meister der Oberliga Niedersachsen: 2024
- Hamburger Pokalsieger: 2023 (FC Teutonia 05 Ottensen)